# Муди, Линн
Линн Муди (англ. Lynne Moody, род. 17 февраля 1950) — американская телевизионная актриса. Она дебютировала в фильме ужасов 1973 года «Кричи, Блакула, кричи», а затем снималась в недолго просуществовавшем афро-ситкоме ABC «Вот моя мама» (1974—75).
Прорывом в карьере Муди стала роль Ирен Харви в мини-сериале 1977 года «Корни» и его сиквеле «Корни: Следующие поколения» (1979). Затем у неё были второстепенные роли в ситкоме «Мыло» (1979—80) и драме «Блюз Хилл-стрит» (1982—84), а также гостевые в «Лу Грант», «Лодка любви», «Джефферсоны», «Частный детектив Магнум», «Ти Джей Хукер» и «Она написала убийство». На регулярной основе она снималась в ситкоме CBS «Скорая помощь» в сезоне 1984/85 годов.
С 1988 по 1990 год Муди снималась в прайм-тайм мыльной опере CBS «Тихая пристань», играя роль Патриции Уильямс. Она была первой темнокожей актрисой, снимавшейся на регулярной основе в сериале, а также второй после Дайан Кэрролл, кто имел существенную роль в прайм-тайм мыльных операх 1980-х. В 1991 году она выиграла премию «Дайджеста мыльных опер» как лучшая актриса второго плана прайм-тайма. В последующие годы она продолжала появляться на телевидении, а в 2000 году присоединилась к дневной мыльной опере «Главный госпиталь».